# Cheilopallene brevichela
Cheilopallene brevichela är en havsspindelart som beskrevs av Clark, W.C. 1961. Cheilopallene brevichela ingår i släktet Cheilopallene och familjen Callipallenidae. Inga underarter finns listade i Catalogue of Life.